# Костюк Євген Валентинович
Євген Валентинович Костюк (нар. 28 січня 2002, Вінниця, Україна) — український футболіст та футзаліст, захисник «Нива» (В).

## Життєпис
Народився у Вінниці, футболом розпочав займатися у вінницькій ДЮСШ-2 в обласних юнацьких змаганнях. У ДЮФЛУ виступав з 2013 по 2019 року за вінницькі ВОДЮСШ та «Ниві».
У 2020 році переведений до першої команди, у футболці якої дебютував 6 вересня 2020 року в програному (1:3) виїзному поєдинку 1-го туру групи «А» Другої ліги України проти луцької «Волині-2». Євген вийшов на поле в стартовому складі та відіграв увесь матч. Дебютним голом за «Ниву» відзначився 7 листопада 2020 року на 6-ій хвилині програного (2:4) виїзного поєдинку 10-го туру групи «А» Другої ліги проти галицьких «Карпат». Костюк вийшов на поле в стартовому складі та відіграв увесь матч. У складі вінницької уоманди зіграв 10 матчів (2 голи) у Другій лізі України, ще 2 поєдинки провів у кубку України. Також грав на аматорському рівні за футзальні колективи Вінницької області.
У січні 2021 року перейшов у «Колос».